# Guagua (Pampanga)
Guagua, Tagalog: Bayan ng Guagua, ist eine philippinische Stadtgemeinde in der Provinz Pampanga, in der Verwaltungsregion III, Central Luzon. Nach dem Zensus von 2015 hatte Guagua 117.430 Einwohner, die in 31 Barangays lebten. Sie wird als Gemeinde der ersten Einkommensklasse auf den Philippinen und als urbanisiert eingestuft.
Guaguas Nachbargemeinden sind Santa Rita im Norden, Bacolor im Nordosten, Minalin im Südosten, Sasmuan im Süden, Lubao im Südwesten und Floridablanca im Westen, Porac im Nordwesten. Die Topographie der Stadt ist gekennzeichnet durch das Flachland der zentralen Luzon-Tiefebene.

## Baranggays
| - Ascomo - Bancal - Jose Abad Santos - Lambac - Magsaysay - Maquiapo - Natividad - Plaza Burgos - Pulungmasle - Rizal - San Agustin | - San Antonio - San Isidro - San Jose - San Juan - San Juan Bautista - San Juan Nepomuceno - San Matias - San Miguel - San Nicolas 1st - San Nicolas 2nd | - San Pablo - San Pedro - San Rafael - San Roque - San Vicente - Santa Filomena - Santa Ines - Santa Ursula - Santo Cristo - Santo Niño |

## Söhne und Töchter
- Pablo Virgilio Siongco David (* 1959), katholischer Geistlicher und Bischof von Kalookan, Kardinal

## Weblinks

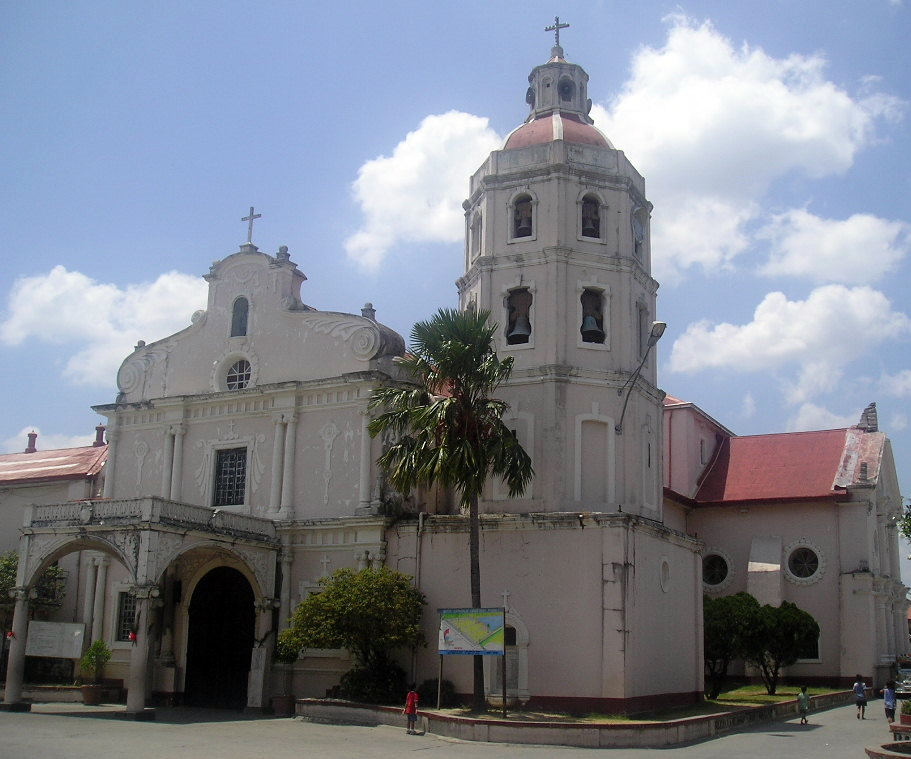
Die Kirche in Guagua gehört zum nationalen Kulturerbe der Philippinen